# Pan Geldhab
Pan Geldhab. Komedia w trzech aktach, wierszem – trzyaktowa komedia Aleksandra Fredry napisana w 1818. Prapremiera odbyła się w Warszawie 7 października 1821.

## Opis
Fragmenty sztuki wydrukowane zostały w 1823 w warszawskim czasopiśmie „Kurier dla Płci Pięknej” (nr 23). Cała sztuka po raz pierwszy została opublikowana w 1826 w tomie I zbiorowego wydania dzieł Fredry (s. 5–84). Odpis pierwotnego brulionu sztuki, z zanotowaną przez autora na okładce datą powstania sztuki 1818, przechowywany jest w Ossolineum. Na podstawie tego egzemplarza sporządzony został obcą ręką odpis na czysto, uwzględniający poprawki autora, znajdujący się w zbiorach PAN. We Lwowie zaś znajdowała się kopia utworu z 1823 z odręcznymi poprawkami autora, sporządzona dla cenzury lwowskiej w związku z planowanym zbiorowym wydaniem komedii.

## Główny bohater
Nazwisko tytułowego bohatera jest nazwiskiem znaczącym i oznacza tego który ma pieniądze (niem. Geld - pieniądze i haben - mieć). Pan Geldhab łączy w sobie pychę i skąpstwo. W krótkim czasie dorobił się majątku na dostawach dla wojska. Lubi chełpić się swoim majątkiem i pozycją, a jednocześnie brak mu manier odpowiednich dla środowiska, do którego aspiruje. Do tego żal mu rozstawać się z pieniędzmi, co rodzi wiele komicznych sytuacji, np. pan Geldhab każe scedzić resztki wina do jednej butelki tuż po tym, jak przechwalał się luksusem i przepychem w swym domu. Podobne cechy charakteru prezentowali bohaterowie komedii Moliera (Skąpiec oraz Mieszczanin szlachcicem), a w literaturze polskiej - Pysznoskąpski, bohater komedii Adama Kazimierza Czartoryskiego pt. Mniejszy koncept jak przysługa (1777). 

## Fabuła
Akcja toczy się w czasach Księstwa Warszawskiego. Pan Geldhab, chcąc awansować społecznie, planuje wydać swą córkę Florę za Księcia Rodosława. Księciu (zubożałemu utracjuszowi) jest to również na rękę ze względu na sowity posag Flory, choć w rzeczywistości gardzi Geldhabem. Nieoczekiwanie pojawia się narzeczony Flory, żołnierz napoleoński i patriota - Lubomir. Lubomir wraz ze swym sprzymierzeńcem Majorem, próbują zapobiec małżeństwu. Są przekonani, że zostało ono zaaranżowane przez Geldhaba wbrew woli córki, która przecież gorąco kochała Lubomira przed jego wyjazdem na wojnę. Okazuje się jednak, że Florę również kusi tytuł księżnej i związany z tym awans społeczny, zatem w sposób bezwzględny odtrąca Lubomira. Lubomir jest zrozpaczony, przyjmuje to jednak z godnością i zwraca dane słowo. Tymczasem nadchodzi Książę Rodosław i oświadcza, że zrywa zaręczyny. Otrzymał bowiem nagle duży spadek i małżeństwo z Geldhabówną nie jest mu już potrzebne. Udając, że chodzi jedynie o szacunek dla miłości Flory i Lubomira, odchodzi i pozostawia zawiedzionych pana Geldhaba i Florę. Major podsumowuje sytuację:
Nadtoś myślał o księstwie, gdy Książę o groszu / Tak osiadłeś na lodzie, a panna na koszu.

## Inscenizacje (wybór)

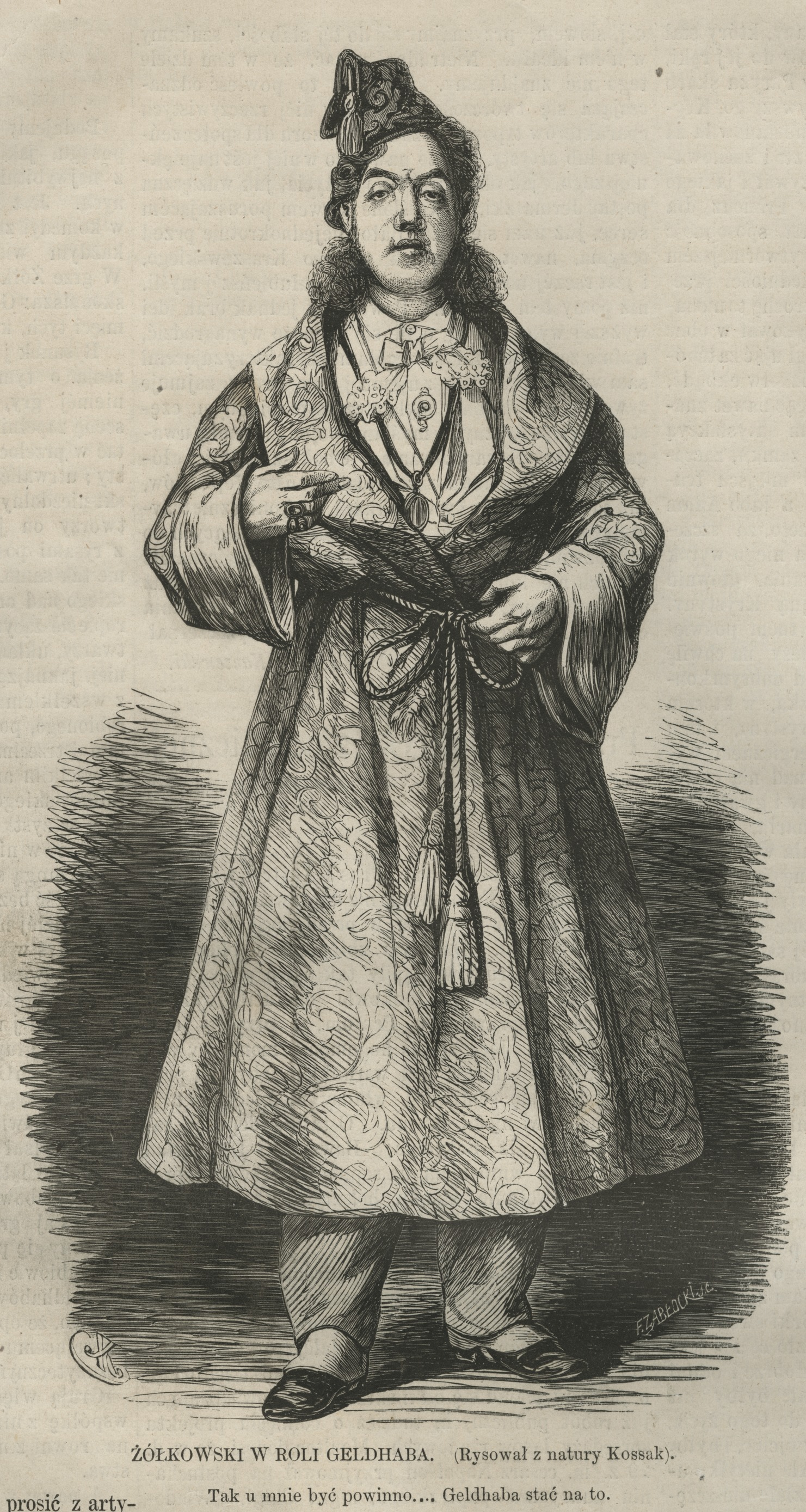
Alojzy Żółkowski w roli pana Geldhaba

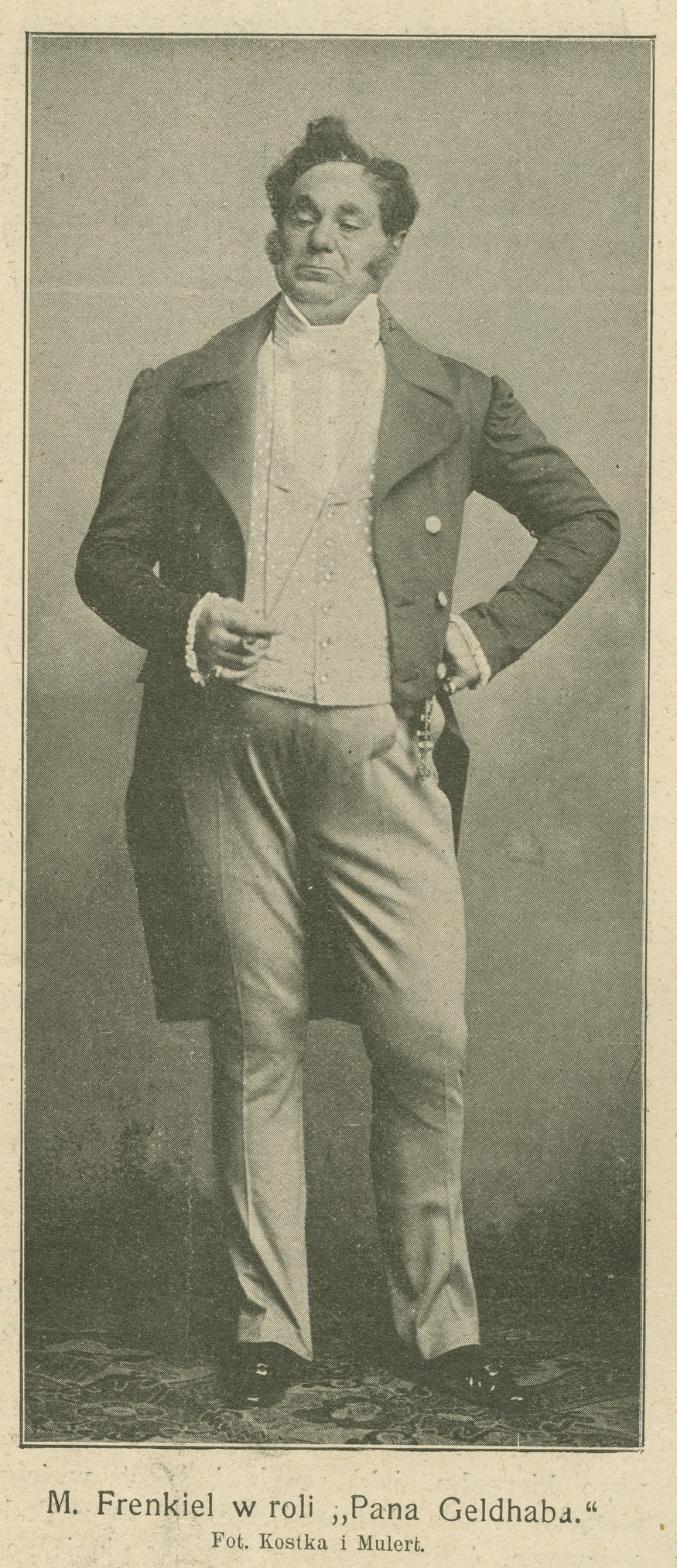
Mieczysław Frenkel w roli pana Geldhaba

## Inscenizacje (wybór)[8]
| Teatr                                                   | Rok premiery | Reżyseria               |
| ------------------------------------------------------- | ------------ | ----------------------- |
| Teatr Stary w Krakowie                                  | 1823         |                         |
| Teatr lwowski                                           | 1824         |                         |
| Teatr Rozmaitości w Warszawie                           | 1846         |                         |
| Teatr Rozmaitości w Warszawie                           | 1865         |                         |
| Teatr Rozmaitości w Warszawie                           | 1901         |                         |
| Teatr Miejski we Lwowie                                 | 1900         |                         |
| Teatr Miejski w Bygdoszczy                              | 1920         | Antoni Siemaszko        |
| Teatr Miejski w Bygdoszczy                              | 1928         | Leszek Stępowski        |
| Teatr Miejski w Bygdoszczy                              | 1949         | Kazimierz Szubert       |
| Teatr Nowy im. Heleny Modrzejewskiej w Poznaniu         | 1926         | Kazimierz Korecki       |
| Teatr im. Aleksandra Fredry w Warszawie                 | 1926         |                         |
| Teatr Narodowy w Warszawie                              | 1930         | Józef Śliwicki          |
| Zespół Objazdowy Reduty                                 | 1931         |                         |
| Teatr Ateneum w Warszawie                               | 1936         | Stanisława Perzanowska  |
| Teatr Młodego Widza w Krakowie                          | 1949         | Karol Frycz             |
| Teatr Polski Bielsko-Cieszyn                            | 1949         | Kazimierz Szubert       |
| Teatr Powszechny w Warszawie                            | 1950         | Karol Borowski          |
| Teatr im. Stefana Jaracza w Łodzi                       | 1951         | Stanisław Łapiński      |
| Teatr Dramatyczny im. Aleksandra Węgierki w Białymstoku | 1953         | Tadeusz Kozłowski       |
| Bałtycki Teatr Dramatyczny w Koszalinie                 | 1956         | Juliusz Lubicz-Lisowski |
| Teatr Nowy w Łodzi                                      | 1964         | Stanisław Łapiński      |
| Teatr im. Aleksandra Fredry w Gnieźnie                  | 1966         | Jan Ciecierski          |
| Teatr im. Wilama Horzycy w Toruniu                      | 1971         | Krzysztof Rościszewski  |
| Lubuski Teatr im. Leona Kruczkowskiego w Zielonej Górze | 1973         | Bogdan Augustyniak      |
| Teatr im. Stefana Jaracza Olsztyn-Elbląg                | 1973         | Zdzisław Wardejn        |
| Teatr Śląski im. Stanisława Wyspiańskiego w Katowicach  | 1976         | Bolesław Mierzejewski   |
| Teatr Dramatyczny w Gdyni                               | 1979         | Jarosław Kuszewski      |
| Teatr Polski w Warszawie                                | 1980         | Jan Świderski           |
| Teatr Polski w Szczecinie                               | 2015         | Janusz Cichocki         |

## Spektakle radiowe
- Pan Geldhab (1951, reż. Karol Borowski)[9]
- Pan Geldhab (1970, reż. Jan Świderski)[10]
- Pan Geldhab (2023, reż. Grzegorz Kwiecień)[11]

## Spektakle telewizyjne
- Pan Geldhab (1968, reż. Jan Świderski)[12][13]
- Pan Geldhab (1993, reż. Andrzej Łapicki)[14][15]

## Odtwórcy głównej roli
Jak o pierwszy w roli pana Geldhaba wystąpił Bonawentura Kudlicz. Następnie rolę tę grali m.in.: Józef Benda, Aleksander Carmantrand, Kazimierz Błaszczyński, Tadeusz Chmielewski, Mieczysław Frenkel, Edward Gudowski, Stefan Jaracz, Stanisław Łapiński, Wiesław Michnikowski, Jan Nepomucen Nowakowski, Józef Rychter, Tadeusz Szaniecki, Zbigniew Szpecht, Jerzy Śliwa i Alojzy Gonzaga Jazon Żółkowski.

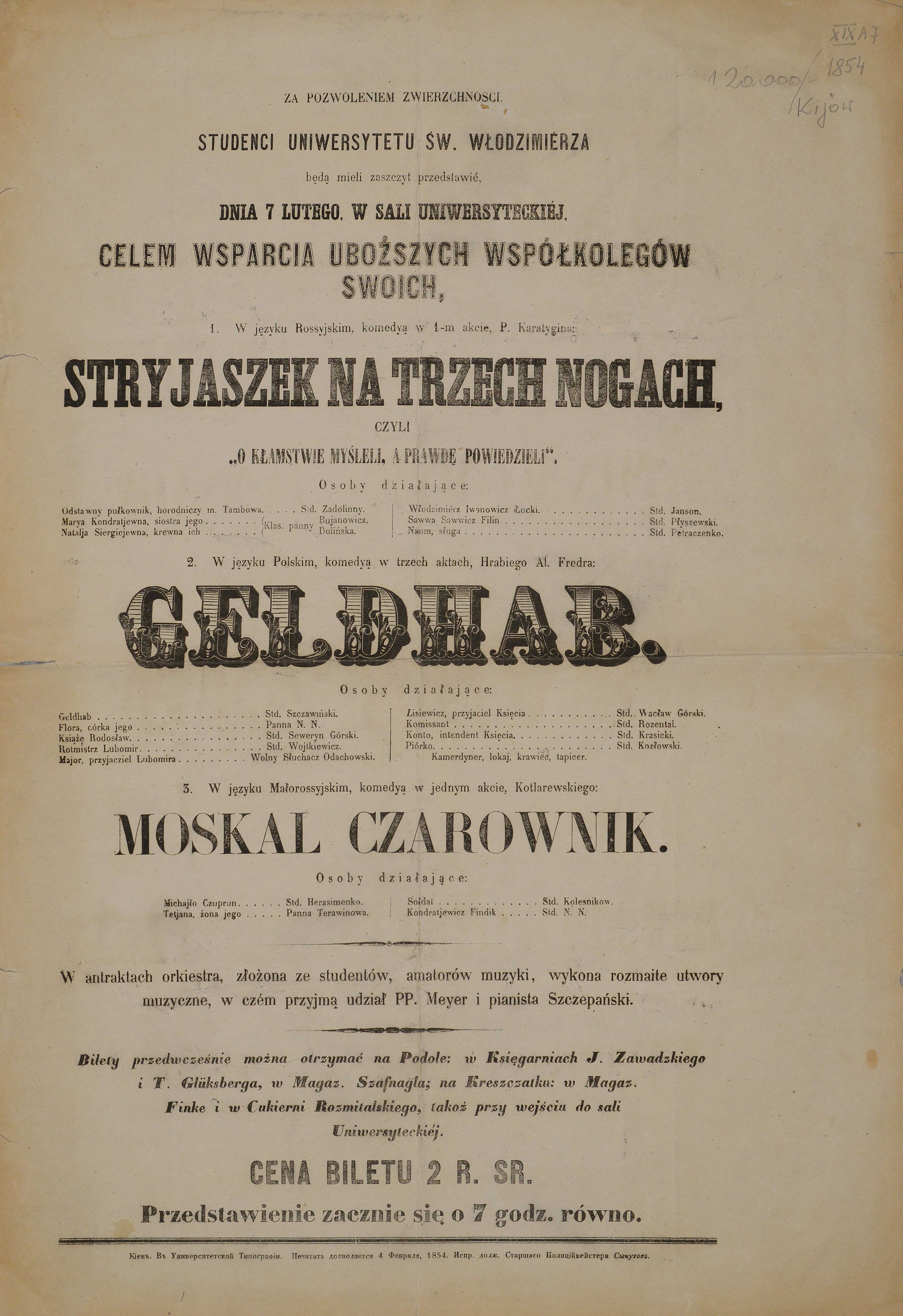
Afisz, Kijów, 1854
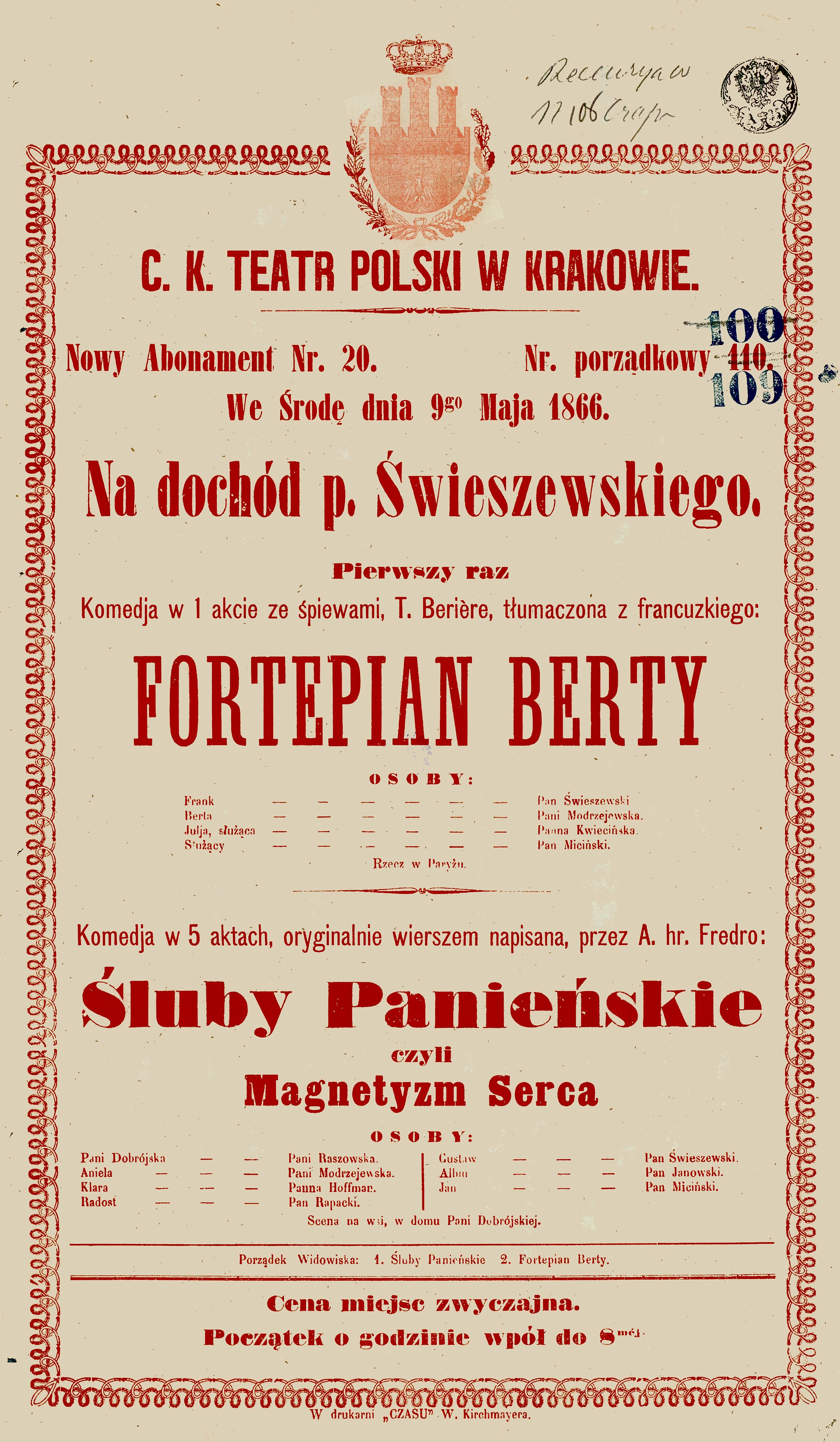
Afisz, Teatr Polski, Kraków, 1866
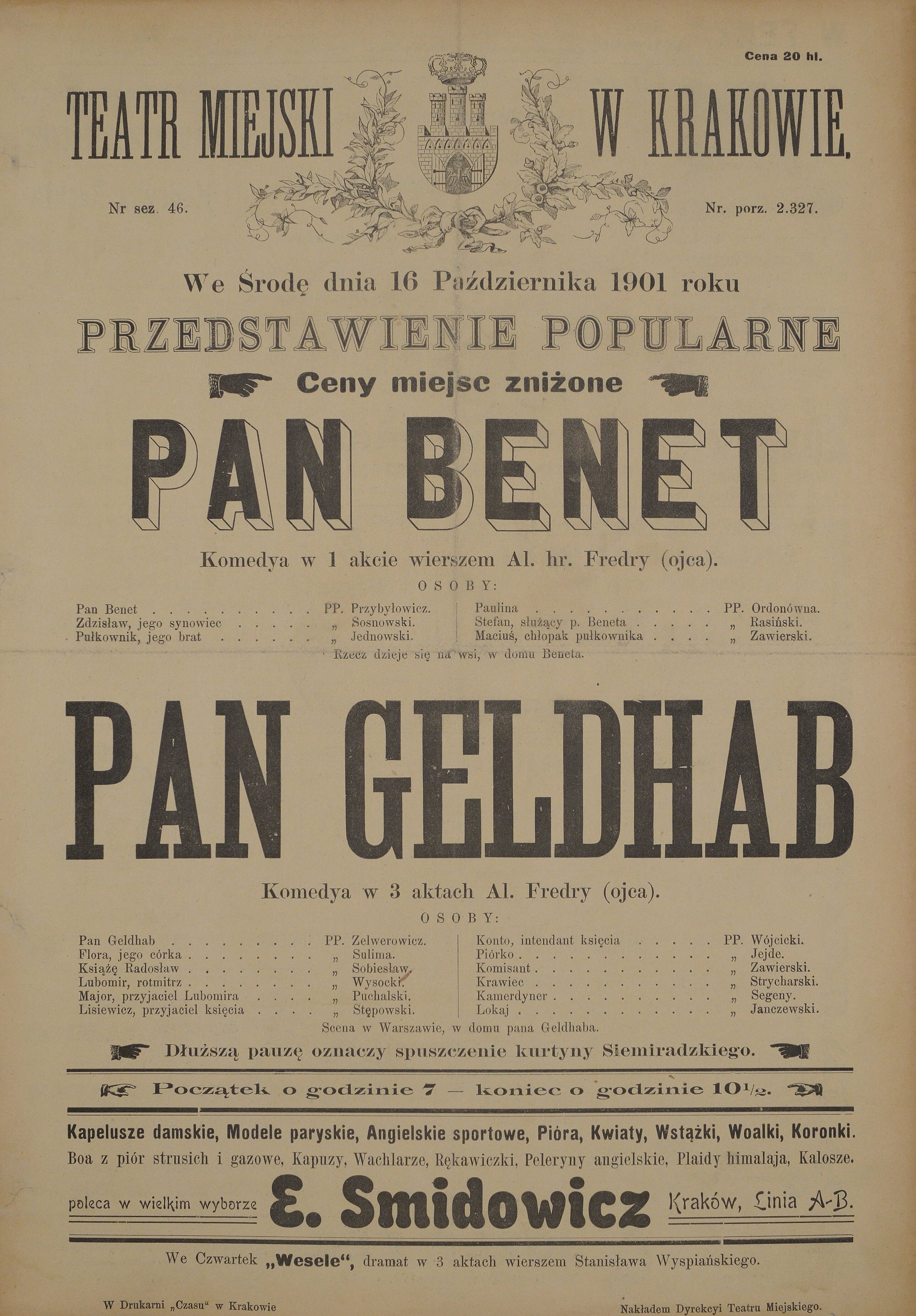
Afisz, Teatr Miejski, Kraków, 1901
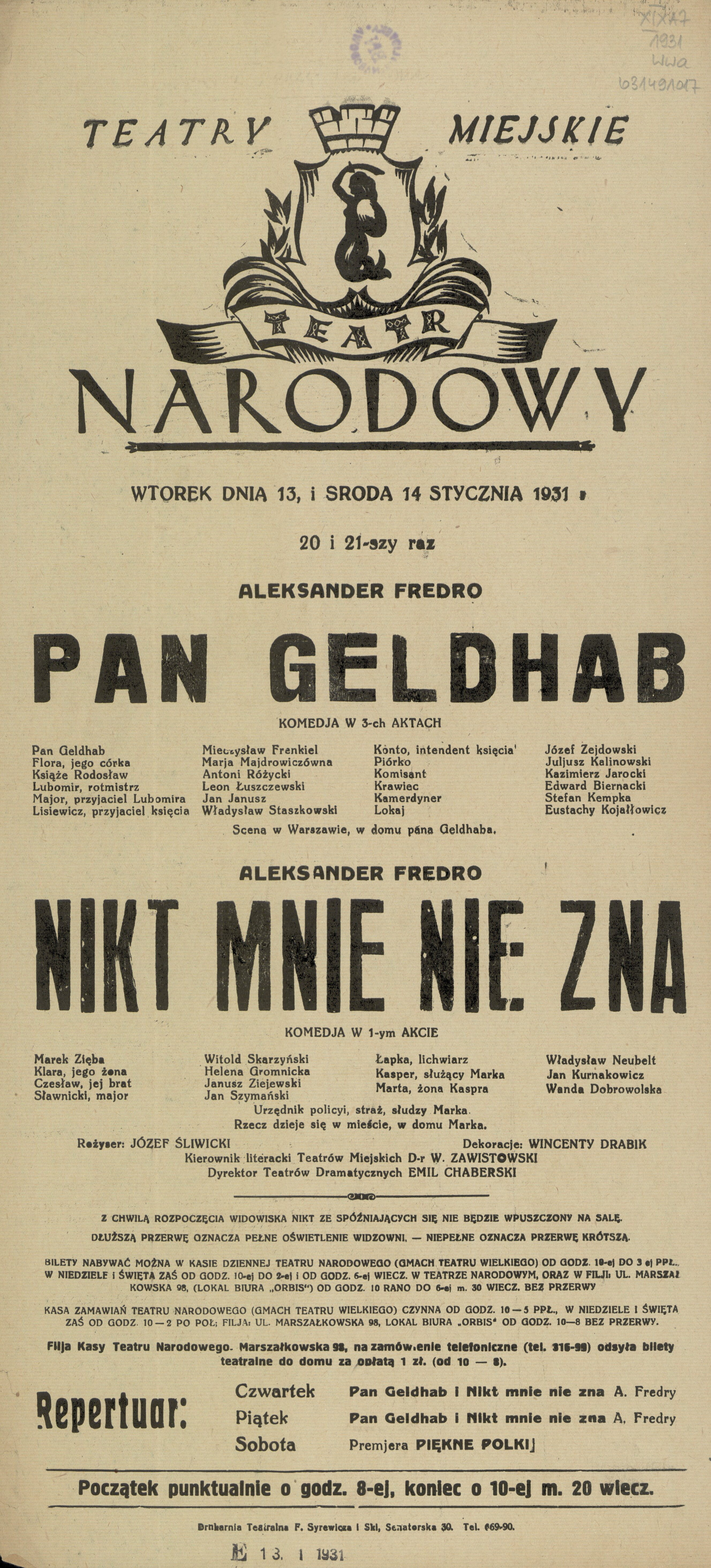
Afisz, Teatr Narodowy, Warszawa, 1931